# Gare Vtoraïa Retchka
La gare Vtoraïa Retchka (en russe : Вторая Речка qui signifie deuxième rivière) est une gare ferroviaire de la ville portuaire de Vladivostok en fédération de Russie desservie par les Chemins de fer d'Extrême-Orient. Elle a été électrifiée en 1962. Trois quais de type îlots permettent l'accès aux trains. Une gare d'autobus se trouve à côté de la gare ferroviaire, ainsi que le marché Beriozka et le centre commercial Droujba. La gare se trouve sur l'itinéraire des trains à destination de Vladivostok ainsi que des trains à grande vitesse.

## Histoire
Durant la période soviétique du Goulag, la gare était un lieu de transit pour les prisonniers (zeks) amenés depuis les régions occidentales de l'URSS. Un camp comprenant des baraquements y était installé. Toute la surface de ce camp est enclose aujourd'hui dans les limites de la ville de Vladivostok, vu l'extension de celle-ci. Une zone était réservée à l'époque du Goulag aux criminels de droit commun, séparée de celle réservée aux politiques, contre-révolutionnaires condamnés en vertu de l'article 58. De hautes clôtures en barbelés séparaient les 12 000 à 14 000 prisonniers qui y étaient parqués. De là, les détenus étaient transportés en huit jours par bateau jusqu'à la baie de Nagaïev et au port de Magadan, puis sur les rives du fleuve Kolyma où ils étaient mis au travail dans les mines pour l'organisation soviétique Dalstroï. Le nom officiel du camp adjoint à Vtoraïa Retchka était Vladperpunkt. Le poète Varlam Chalamov, notamment, est passé par ce camp, en route vers la Kolyma. Quant à Ossip Mandelstam, arrivé au camp le 12 octobre 1938, il y est mort d'épuisement et de mauvais traitements le 27 décembre 1938 dans le baraquement n°11.

### Desserte

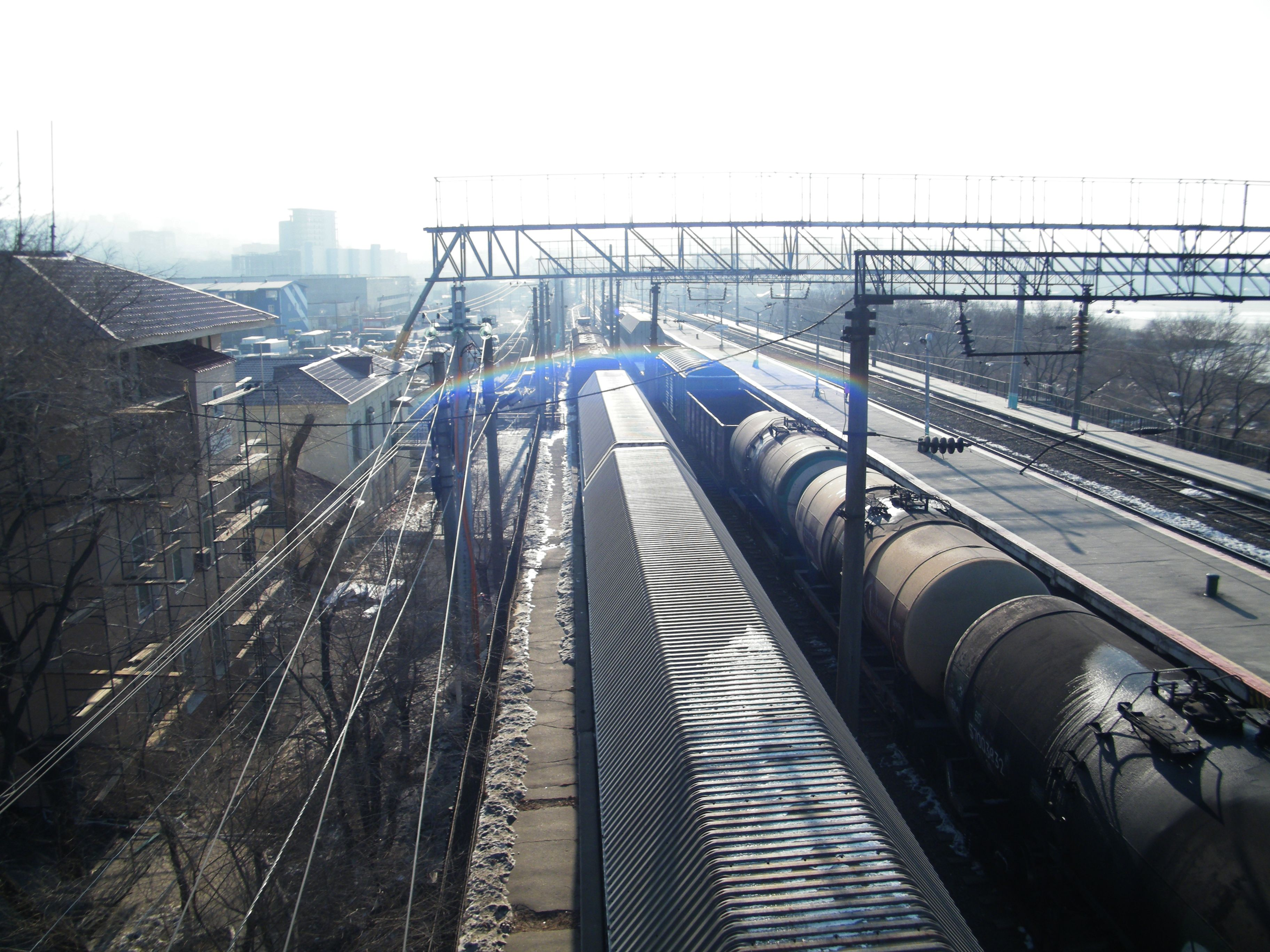
Voies et quais de la gare.